# Prestwich
Pour l’article homonyme, voir Joseph Prestwich.

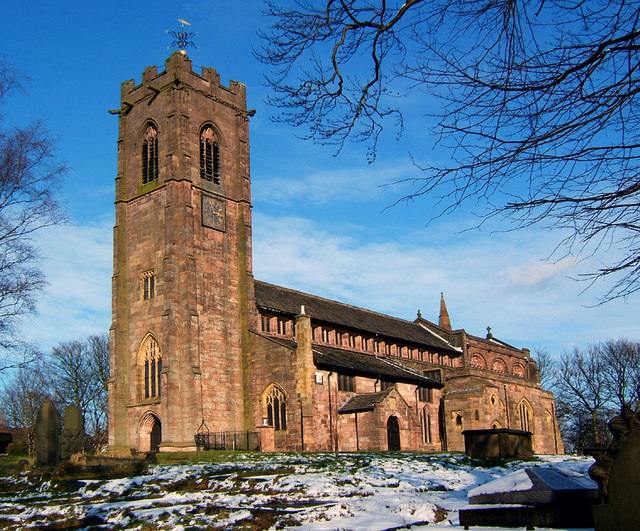
Église St Mary à Prestwich

Prestwich est une ville du district métropolitain de Bury dans le Grand Manchester en Angleterre.
La population est de 31 693 habitants.